# Morata de Jiloca (kommunhuvudort)
Morata de Jiloca är en kommunhuvudort i Spanien.   Den ligger i provinsen Provincia de Zaragoza och regionen Aragonien, i den nordöstra delen av landet, 200 km nordost om huvudstaden Madrid. Morata de Jiloca ligger 620 meter över havet och antalet invånare är 296.
Terrängen runt Morata de Jiloca är huvudsakligen lite kuperad. Morata de Jiloca ligger nere i en dal. Runt Morata de Jiloca är det mycket glesbefolkat, med 5 invånare per kvadratkilometer. Närmaste större samhälle är Calatayud, 12,6 km norr om Morata de Jiloca. Omgivningarna runt Morata de Jiloca är i huvudsak ett öppet busklandskap.